# Tischtennis in Angola
Tischtennis in Angola ist eine Randsportart und belegt Platz acht der beliebtesten Sportarten. Am 26. November 1979 wurde für die Sportart Tischtennis der Dachverband Federação Angolana de Tenis de Mesa gegründet. Der erste Präsident war António da Silva Neto. 1981 wurde er in den Weltverband ITTF aufgenommen. Aktuell (2025) ist Manuel Morais der Präsident. Etwa 3200 Menschen von 33 Millionen Einwohnern betreiben den Sport (Stand 2024).
Als 1982 der Angolaner Filomento Fortes, der in Ägypten als Trainer ausgebildet wurde, nach Angola zurückkehrte, widmete er sich der Basisarbeit, um Tischtennis populärer zu machen. 2007 eröffnete in der Hauptstadt Luanda ein Leistungszentrum. Parallel förderte der Portugiese Abillo Cruz die Spitzenspieler, worauf sich erstmals Angolaner in der ITTF-Weltrangliste platzieren konnten.

## Erfolge
- Alessio Antonio (* 1999) erreicht in der Afrikameisterschaft der Schüler das Endspiel
- 2009: Jerusa Borges nahm an der WM 2009 teil[1]
- 2015: Region5-Turnier in Swakopmund (Namibia, Südafrika, Angola, Malawi, Botswana)[2]
  - Elizandro Andre Platz drei im Herreneinzel
  - Isabel de Oliveira Albino Sieg im Dameneinzel
  - Elizandro Andre/Alessio Antonio Sieg im Herrendoppel
  - Isabel de Oliveira Albino/Tavares Ruth Sieg im Damendoppel
- 2023: Afrikaspiele: Platz fünf für jeweils für die Damen- und Herrenmannschaft

## Spieler der Weltrangliste

### Damen
(Quelle: )
- Ruth Tavares
- Isabel Albino
- Kailane Sousa
- Jerusa Borges
- Nelma Moises
- Eugenia Simoes

### Herren
(Quelle: )
- Edvane Neto
- Elizandro Andre
- Alessio Antonio
- Domingos Manuel
- Delcio Cassule
- Roberto Fabiano
- Francisco Fernandez
- Luis Mudil